# Nepalès
El nepalès o nepalés, també anomenat gurkha, gorkhali, gurkhali o khaskura, forma part del grup de llengües indoiranianes. És una llengua parlada al Nepal, a Bhutan i en algunes parts de l'Índia i Myanmar per uns 35 milions de persones. És llengua oficial al Nepal i a l'estat indi de Sikkim.
S'escriu en alfabet devanagari (que significa 'de la ciutat dels déus' i que era l'emprat pel sànscrit); per exemple: नेपाल अधिराज्य (nepâla adhirâjya), vol dir 'regne del Nepal'. Aquesta llengua està regulada per l'Acadèmia del Nepal.
Té onze vocals amb valor de fonema, la meitat d'elles formes nasals de les vocals orals, i 27 consonants, amb predomini de les oclusives.

## Etimologia

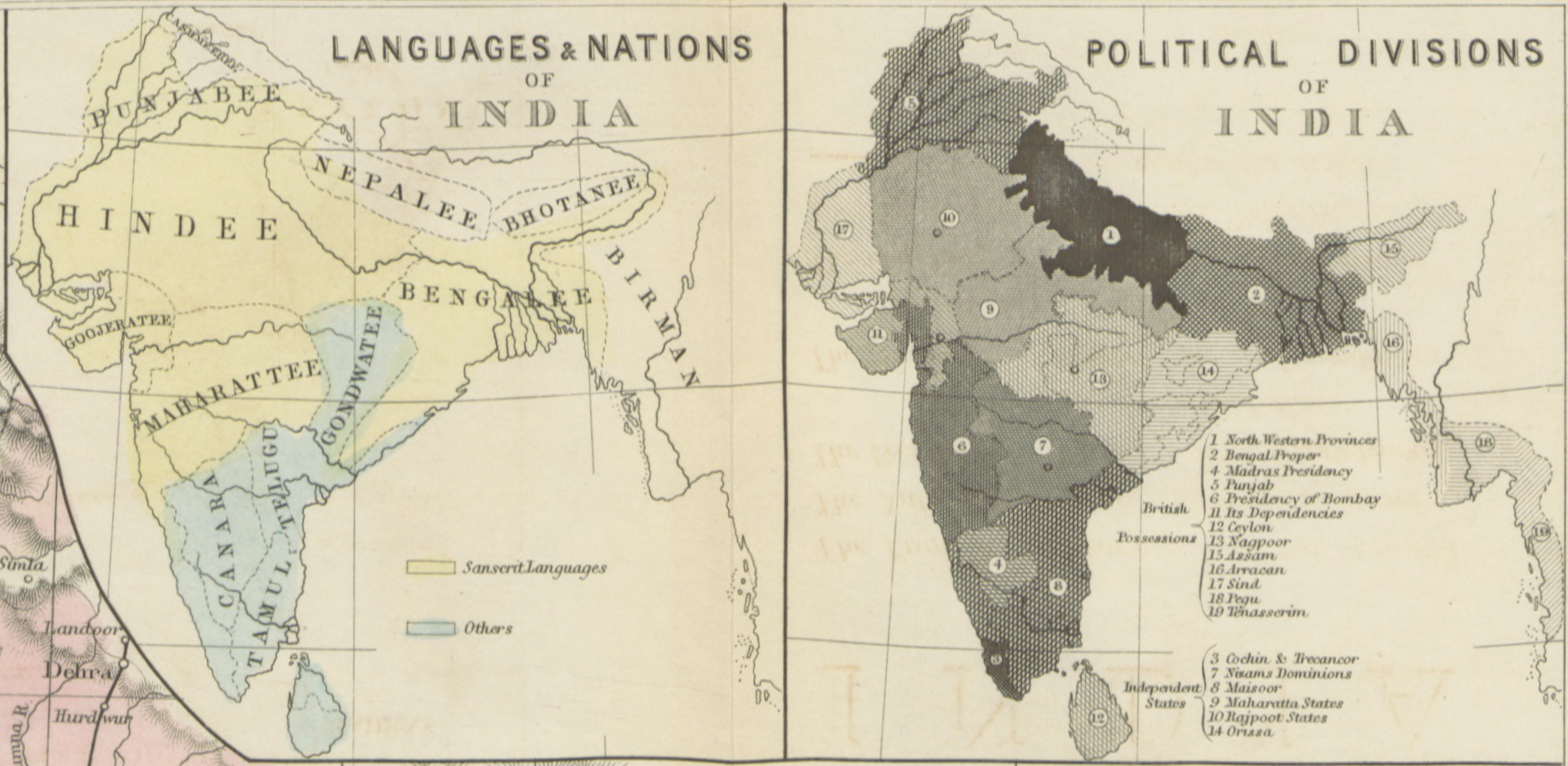
Un mapa que mostra les llengües del subcontinent indi c. 1858; Es refereix a la llengua com a "nepalès".

El terme nepalès, derivat del Nepal, va ser adoptat oficialment pel govern del Nepal el 1933, quan el Gorkha Bhasa Prakashini Samiti (Comitè de Publicació en Llengua Gorkha), una institució governamental establerta el 1913 (BS 1970) per a la promoció del Gorkha Bhasa, es va rebatejar com a Nepali Bhasa Prakashini Samiti (Comitè de Publicació en Llengua Nepalesa) el 1933 (BS 1990), que actualment es coneix com a Sajha Prakashan. En canvi, el terme Gorkhali a l'antic himne nacional titulat  Shriman Gambhir es va canviar a nepalès el 1951. Tanmateix, el terme nepalès s'utilitzava abans de l'adopció oficial, en particular per Jaya Prithvi Bahadur Singh, ara considerat un dels herois nacionals del Nepal, que va defensar l'adopció del terme.
El nom inicial de la llengua nepalí era Khas Kura (खस कुरा), que significa llengua o parla del poble Khas, que són descendents dels antics Khases del Mahabharata, ja que la llengua es va desenvolupar durant el govern del Regne Khasa a l’oest del Nepal.  Després de la unificació del Nepal liderada per Prithvi Narayan Shah de la dinastia Shah, la llengua nepalesa va passar a ser coneguda com a Gorakhā Bhāṣā (गोरखा भाषा; llengua dels Gorkhas) tal com la parlaven els Gurkhes. La gent que viu al Pahad o a la regió muntanyosa, on generalment no hi ha neu, anomenava la llengua Parvate Kurā (पर्वते कुरा), que significa la parla dels turons.

## Història

### Origen i desenvolupament

Una visió general simplificada de la família lingüística indoària.

Les primeres formes del nepalès actual es van desenvolupar a partir de les llengües vernaculars apabhraṃśa de l’indoari mitjà de l'oest actual del Nepal als segles X-XIV, durant l'època del Regne Khasa. La llengua va evolucionar del sànscrit, el pràcrit i l'apabhraṃśa. Després del declivi del Regne Khasa, es va dividir en Baise Rajya (22 principats) a la regió de Karnali - Bheri i Chaubise rajya (24 principats) a la regió de Gandaki. Es creu que la variant actualment popular del nepalès es va originar fa uns 500 anys amb la migració massiva d'una branca del poble Khas del Karnali - Bheri - Seti cap a l'est per establir-se a les valls baixes del Karnali i la conca de Gandaki.
Durant l'època de la dinastia Sena, que governava una vasta zona del Terai i els turons centrals del Nepal, la llengua nepalesa va rebre la influència de les llengües índies, com ara l'awadhi, el bhojpuri, el braj bhasha i el maithili. Els parlants de nepalès i els sena tenien una estreta connexió i, posteriorment, la llengua es va convertir en la lingua franca de la zona. Com a resultat, la gramàtica es va simplificar, el vocabulari es va ampliar i la seva fonologia es va suavitzar. Després de la sincretització, el nepalès va perdre gran part del complex sistema de declinació present a les llengües més antigues. A la vall de Katmandú (aleshores coneguda com a Nepal Mandala), es poden veure inscripcions en nepalès durant els regnats de Lakshmi Narasimha Malla i Pratap Malla, cosa que indica un augment significatiu de parlants de nepalès a la vall de Katmandú.

### Nepalès mitjà

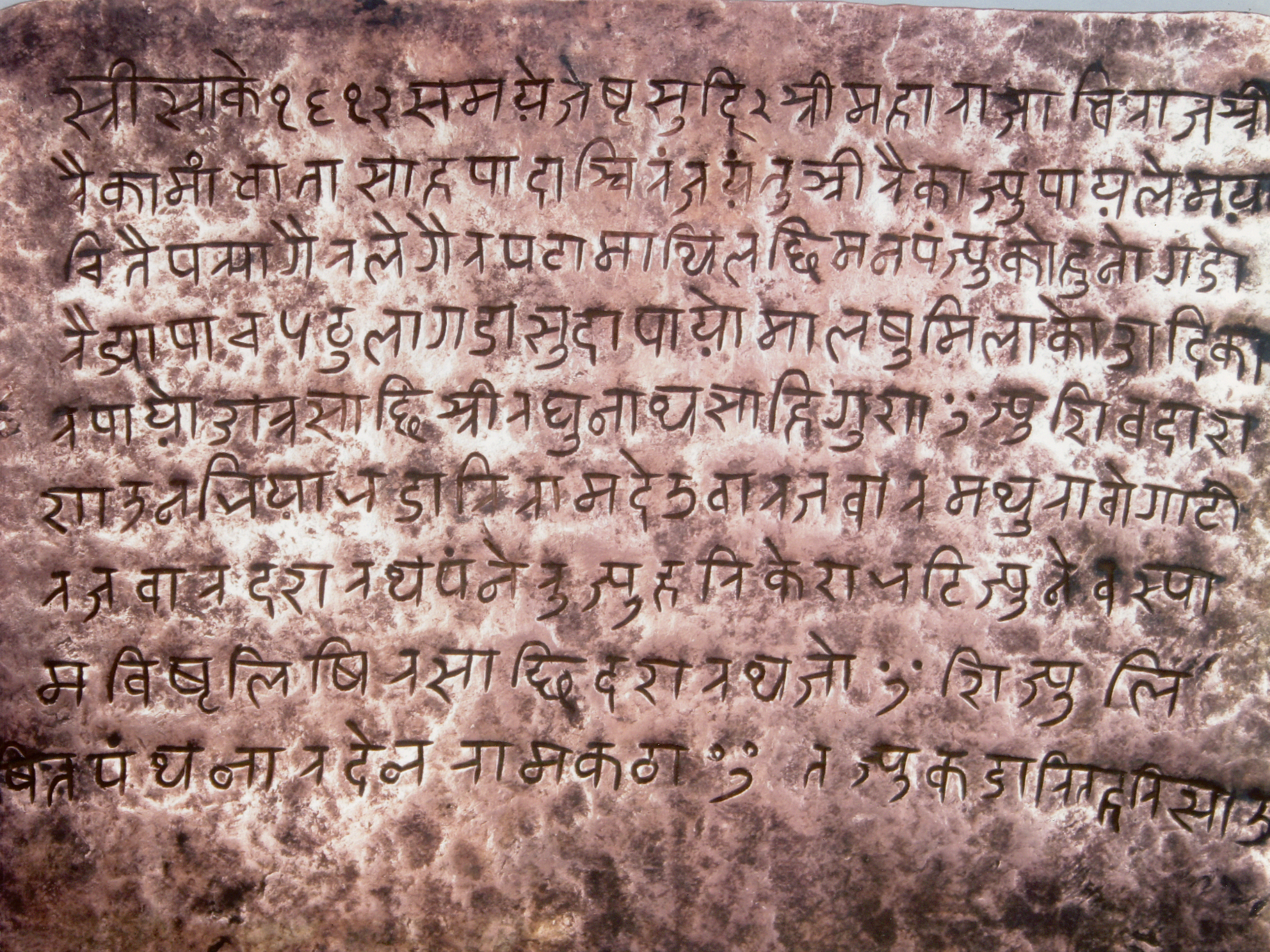
Inscripció de coure del rei de Doti, Raika Mandhata Shahi, a l’època de Saka 1612 (1747 Vikram Samvat) en llengua nepalí antiga utilitzant l'escriptura devanagari

Es creu que la institucionalització de la llengua nepalesa va començar amb els reis Shah del Regne de Gorkha, a l'actual districte de Gorkha del Nepal. Després de la unificació del Nepal, la llengua va passar a la cort del Regne del Nepal al segle xviii, on es va convertir en la llengua estatal. Una de les primeres obres en nepalès mitjà va ser escrita durant el regnat de Ram Shah, rei de Gorkha, un llibre d'un escriptor desconegut anomenat Ram Shah ko Jivani (Una biografia de Ram Shah). El Divyopadesh de Prithvi Narayan Shah, escrit cap al final de la seva vida, al voltant de 1774-75, conté un antic dialecte nepalès de l'època i es considera la primera obra d'assaig sobre literatura nepalesa.

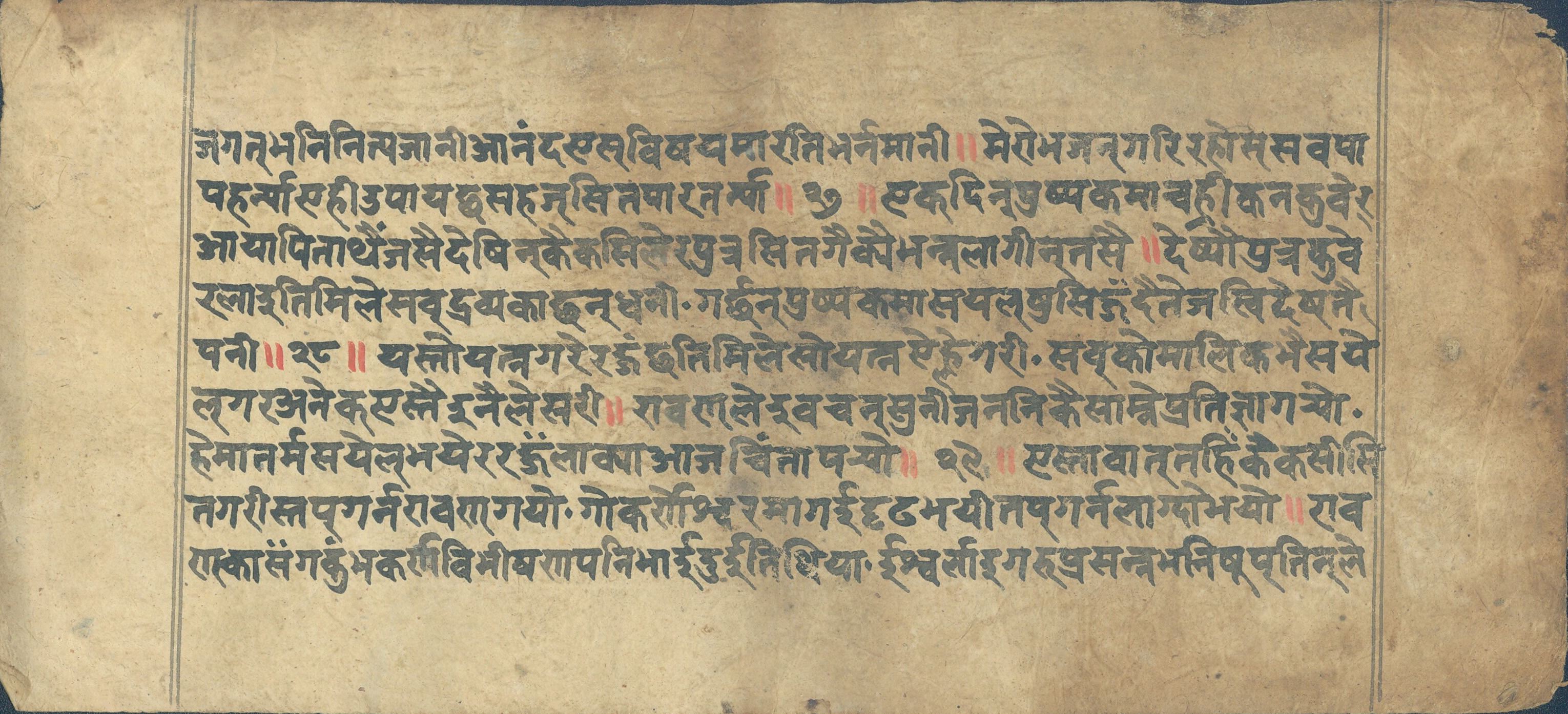
El manuscrit del Bhanubhakta Ramayana de Bhanubhakta Acharya va conduir a la "unificació cultural, emocional i lingüística" del Nepal.

Durant aquest temps, el nepalès va desenvolupar una prosa estandarditzada en el Lal mohar (carta reial), documents relacionats amb el Regne Nepalès que tracten escrits diplomàtics, impostos i registres administratius. La llengua del Lal mohar és gairebé moderna amb algunes diferències menors en la gramàtica i amb una ortografia premoderna. Es van fer pocs canvis, com ara el canvi de Kari (करि) per Gari (गरि) i la fusió de Hunu (हुनु) amb cha (छ) per crear huncha (हुन्छ). L'obra més destacada escrita durant aquest temps va ser Bhanubhakta Ramayana de Bhanubhakta Acharya, una traducció de l'èpica Ramayana del sànscrit al nepalès per primera vegada. L'obra d'Acharya va conduir al que alguns descriuen com a unificació cultural, emocional i lingüística del Nepal, en comparació amb Prithvi Narayan Shah, que va unificar el Nepal.

### Nepalès modern
El període modern del nepalès comença a principis del segle XX. Durant aquest temps, la dinastia Rana, governant, va fer diversos intents per convertir el nepalès en la llengua de l'educació, en particular, per part de Dev Shumsher i Chandra Shumsher Jung Bahadur Rana, que van establir Gorkhapatra, i el Gorkha Bhasa Prakashini Samiti respectivament. En aquest moment, el nepalès tenia una literatura limitada en comparació amb les llengües hindi i bengalí, un moviment notable a Benarés, i Darjeeling es va iniciar per crear una identitat nepalesa uniformada, que més tard es va adoptar al Nepal després de la revolució nepalesa de 1951 i durant el sistema Panchayat. El 1957, es va establir la Reial Acadèmia del Nepal amb els objectius de desenvolupar i promoure la literatura, la cultura, l'art i la ciència nepaleses. Durant el Panchayat, el Nepal va adoptar la ideologia d'Un rei, un vestit, una llengua, una nació, que promovia la llengua nepalès com a base del nacionalisme nepalès, i aquesta època es considera una edat d'or per a la llengua.

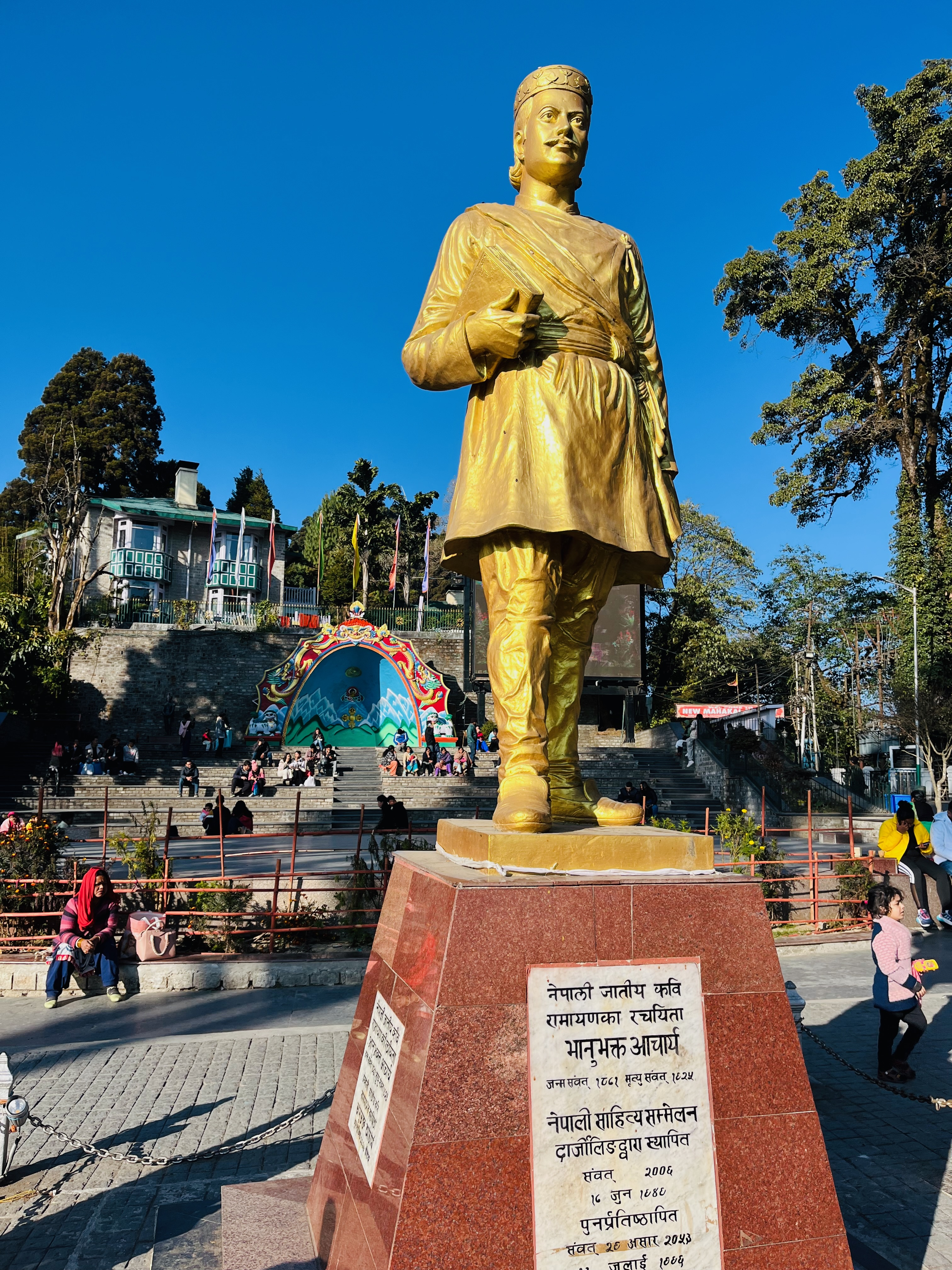
Una estàtua de Bhanubhakta Acharya a Chowrasta, Darjeeling

A Bengala Occidental, la llengua nepalesa va ser reconeguda pel govern de Bengala Occidental el 1961 com a llengua oficial del districte de Darjeeling, i de Kalimpong i Kurseong. El Moviment per la Llengua Nepalesa va tenir lloc a l'Índia al voltant de la dècada del 1980 per incloure la llengua nepalesa a la vuitena annexió de la Constitució de l'Índia. El 1977, el nepalesa va ser acceptada oficialment per l'Acadèmia Sahitya, una organització dedicada a la promoció de la literatura índia. Després que Sikkim fos annexionada per l'Índia, la Llei de llengües oficials de Sikkim de 1977 va convertir el nepalesa en una de les llengües oficials de l'estat. El 20 d'agost de 1992, el Lok Sabha va aprovar una moció per afegir la llengua nepalesa a la vuitena annexió.

## Estatus oficial
El nepalès escrit en alfabet devanagari és la llengua oficial del Nepal.
El 31 d'agost de 1992, el nepalès es va afegir a la llista de llengües programades de l'Índia. El nepalès és la llengua oficial de l'estat de Sikkim i de Gorkhaland, a Bengala Occidental.
Tot i que el parla aproximadament una quarta part de la població, el nepalès no té estatus oficial a Bhutan.

## Distribució geogràfica

### Nepal

Distribució geogràfica de la llengua nepalesa com a llengua materna al subcontinent indi.

Segons el cens nacional del 2011, el 44,6% de la població del Nepal parla nepalès com a primera llengua. i el 32,8% parla nepalès com a segona llengua. Ethnologue informa de 12.300.000 parlants al Nepal (segons el cens del 2011). És parlat per 20.250.952 persones, aproximadament el 77,20% de la població, com a primera llengua i segona llengua.

### Índia
Segons el cens de l'Índia del 2011, hi havia un total de 2.926.168 parlants de nepalès a l'Índia.
Nombre total de parlants de nepalès a l'Índia per estat (cens del 2011))
| Estat                   | Parlants de nepalès (cens del 2011) |
| ----------------------- | ----------------------------------- |
| Índia                   | 2.926.168                           |
| Bengala Occidental      | 1.155.375                           |
| Assam                   | 596.210                             |
| Sikkim                  | 382.200                             |
| Uttarakhand             | 106.399                             |
| Arunachal Pradesh       | 95.317                              |
| Himachal Pradesh        | 89.508                              |
| Maharashtra             | 75.683                              |
| Manipur                 | 63.756                              |
| Meghalaya               | 54.716                              |
| Nagaland                | 43.481                              |
| Delhi                   | 37.468                              |
| Gujarat                 | 25.142                              |
| Jammu i Caixmir         | 22.138                              |
| Punjab                  | 22.061                              |
| Haryana                 | 19.914                              |
| Karnataka               | 19.274                              |
| Uttar Pradesh           | 18.743                              |
| Jharkhand               | 16.956                              |
| Andhra Pradesh          | 11.551                              |
| Mizoram                 | 8.994                               |
| Madhya Pradesh          | 8.724                               |
| Odisha                  | 8.654                               |
| Rajasthan               | 7.636                               |
| Tamil Nadu              | 7.575                               |
| Chandigarh              | 6.546                               |
| Bihar                   | 5.727                               |
| Kerala                  | 3.665                               |
| Chhattisgarh            | 3.431                               |
| Tripura                 | 2.787                               |
| Goa                     | 2.600                               |
| Daman i Diu             | 1.401                               |
| Dadra i Nagar Haveli    | 1.152                               |
| Illes Andaman i Nicobar | 949                                 |
| Puducherry              | 431                                 |
| Lakshadweep             | 4                                   |

### Bhutan
A Bhutan, s'estima que els parlants nadius de nepalès, coneguts com a Lhotshampa, representen el 35% de la població. Aquesta xifra inclou els refugiats butanesos desplaçats, amb estimacions no oficials de la població de refugiats ètnicament butanesos que arriben al 30 o 40%, constituint una majoria al sud (unes 242.000 persones).

### Austràlia
El nepalès és la tercera llengua més parlada a l'estat australià de Tasmània, on el parla l'1,3% de la població, i la cinquena llengua més parlada al Territori del Nord, Austràlia, amb l'1,3% de la població. El nepalès és la llengua més parlada a part de l'anglès a Rockdale i Kogarah. A Granville, Campsie i Ashfield és la segona llengua més parlada a part de l'anglès. Allawah i Hurstville tenen la tercera població més parlant de nepalès a Nova Gal·les del Sud. Hi ha diaris i revistes regulars en nepalès a Austràlia.

### Internacional
| País      | Població de parlants | Notes                  |
| --------- | -------------------- | ---------------------- |
| Myanmar   | 300.000-500.000      |                        |
| Austràlia | 133.068              | Cens del 2021          |
| Hong Kong | 25.472               | cens del 2016          |
| Canadà    | 13.375               | cens del 2016          |
| Finlàndia | 7.234                | Estadístiques del 2023 |

## Literatura
El nepalès desenvolupà una literatura significativa en un curt període de cent anys al segle XIX. Aquesta explosió literària fou alimentada per Adhyatma Ramayana, Sundarananda Bara (1833), Birsikka, una col·lecció anònima de contes populars; i una versió de l'antiga èpica índia Ramayana de Bhanubhakta Acharya (mort el 1868). La contribució dels guanyadors Lekhnath Paudyal, Laxmi Prasad Devkota i Balkrishna Sama portà el nepalès al nivell d'altres llengües del món. També és notable la contribució d’escriptors expatriats fora del Nepal, especialment a Darjeeling i Varanasi, a l'Índia.

## Mostra de text
Tot seguit es presenta una mostra de text de l'article 1 de la Declaració Universal dels Drets Humans en nepalès, la seva transliteració en alfabet llatí i el mateix text en català:
En nepalès
सबै मनुष्यहरू लाई गौरव बढी अधिकारहरूको मामलामा जन्मजात स्वतन्त्रता र समानता प्राप्त छ । उनलाई बुद्धि र अंतरात्माको देन प्राप्त छ र परस्पर उनलाई भाईचारेको भावले बर्ताव गर्नु पर्छ ।
Transliteració
Sabai vyaktiharū janmajāt svatantra hun tī sabaikō samān adhikār ra mahatva cha. Nijaharūmā vicāraśakti ra sadvicār bhaēkōlē nijaharūlē āpastmā bhrātr̥tvakō bhāvanābāṭ vyavahār garanu parcha.
En català
Tots els éssers humans neixen lliures i iguals en dignitat i en drets. Són dotats de raó i de consciència, i han de comportar-se fraternalment els uns amb els altres.